# The Bewitched Traveller
The Bewitched Traveller è un cortometraggio muto del 1904 diretto da Lewin Fitzhamon e da Cecil M. Hepworth.

## Trama
Un tipo che si sta preparando per un viaggio va incontro a tutta una serie di inconvenienti misteriosi.

## Produzione
Il film fu prodotto dalla Hepworth.

## Distribuzione
Distribuito dalla Hepworth, il film - un cortometraggio della durata di tre minuti - uscì nelle sale cinematografiche britanniche il 12 agosto 1904. È conosciuto anche con il nome alternativo The Jonah Man; or, The Traveller Bewitched. Negli Stati Uniti, fu distribuito dall'American Mutoscope & Biograph.
Copia della pellicola viene conservata negli archivi della Library of Congress